# Сяргей Баран
Сяргей Баран (27 вересня 1892, c. Віцькі, Гродненський повіт, тепер Гродненський район, Гродненська область, Білорусь — після 1935) — білоруський національний та громадсько-політичний діяч, педагог.

## Життєпис
Закінчив середню школу в Гродно. Навчався на «Вищих наукових курсах» у Києві (за Є. Глаговською — у Гродно).
Під час Першої світової війни служив у військовій канцелярії на Південно-Західному фронті (1914–1918) та очолював Гродненське товариство допомоги жертвам війни.
Член Партії есерів (БПС-Р).
Отримав доручення проводити організаційну роботу в Гродненській області.
Член Гродненського комітету БПС-Р, Ради БНР, голова Молодіжної громади Білорусі, член її драматичної секції, голова Білоруського національного комітету у Гродно.
Очолював юридичний відділ Гродненського революційного комітету (8.1920).
Пізніше був заарештований більшовиками та вивезений з міста, але втік по дорозі.
Засновник і викладач Гродненської білоруської гімназії (кінець 1920 р.). Член Гродненської місії Білоруського товариства Червоного Хреста (1921), Білоруського виборчого комітету в Гродно (1922).
У 1922 році обраний до Сейму Польської Республіки 1-ї асамблеї (1922–1927) у Гродненському окрузі Блоком національних меншин. Через короткий час був заступником голови Білоруського посольського клубу. Входив до складу двох комісій Сейму — з питань піклування та інвалідності і комісії з петицій. Активна діяльність посла викликала невдоволення польської влади.
У 1923 заарештований поляками, звинувачений в підготовці до заколоту в Західній Білорусі. Засуджений Білостоцьким районним судом на «процесі 45-ти» 6 років тюрми за ст. 101 і 102 КК за антидержавну діяльність (1923). Звільнений з посади указом президента Польщі (1926).
Мешкав у Гродно, станом на 1922 рік по вул. Rzeźnicka, 13. Мав дружину Олену (нар. близько 1900) та сина Анатолія (нар. близько 1930).
У 1928 році нелегально перейшов до БССР. Згодом працював на тютюновому складі та у фабричному магазині. Поступив до Вищого педагогічного інституту в Мінську (1930).
Заарештований 25 вересня 1933 року у Мінську, за адресою вул. Правяніцкая, буд. 20, кв. 2, у справі Білоруського національного центру.
Був засуджений 9 січня 1934 року до 10-річного терміну Кримінально-процесуального кодексу колегією ОДПУ СССР.
Етапований в Далекосхідний концтабір НКВС Хабаровського краю.
Востаннє його бачили живим 25 квітня 1935 у Дальлагу. Подальша доля невідома. Реабілітований трибуналом БВО 18 квітня 1956. Особиста справа Сяргея Барана № 10182 із фотографією зберігається в архіві КДБ Білорусі.